# Talk
«Talk» és el tercer senzill de X&Y, tercer àlbum en la discografia del grup anglès Coldplay. Construïda a partir de la cançó "Computer Love" de Kraftwerk (1981), fou composta pels quatre membres del grup.
Després de diverses dificultats en les sessions de gravació de l'àlbum per escollir la sonoritat que havia de tenir la cançó, el grup va decidir prescindir inicialment d'aquesta i no incloure-la dins l'àlbum X&Y. Van demanar permís al grup alemany de música electrònica Kraftwerk per utilitzar el riff principal de la cançó "Computer Love" (1981) i reemplaçar els sintetitzadors per guitarres. Llavors van enregistrar tres versions diferents del senzill, la primera fou inclosa en l'àlbum, mentre una segona, amb lletres diferents, fou filtrada per internet a principis de 2005. També van pensar a publicar-la com a cara B de "Speed of Sound" però finalment fou l'última addició a l'àlbum.
Segons el periodista Josh Tyrangiel, Martin parla d'ensenyar-nos com fer-nos sentir millor millor amb nosaltres mateixos, i les seves lliçons tenen una superioritat moral disfressada de sensibilitat.
La cançó fou publicada el 19 de desembre de 2005 com a tercer senzill de l'àlbum junt amb dues cares B: "Gravity" i "Sleeping Sun". Al Regne Unit va arribar a la desena posició de la llista de senzills i destaca que als Països Baixos va arribar al capdamunt de la llista.
Les crítiques van ser força positives destacant-la com una de les millors de tot el disc. Jacques Lu Cont va realitzar un remix titulat "Thin White Duke". Aquesta remescla va rebre especial atenció en els premis Grammy de l'any 2007, on fou guardonada en la categoria de millor remescla no clàssica, a part de la nominació a millor actuació vocal de rock per duet o grup musical en la seva versió original.
El videoclip per "Talk" fou dirigit pel director i fotògraf Anton Corbijn durant el novembre de 2005 als Ealing Studios de Londres, poc abans de començar la gira Twisted Logic. El videoclip està filmat en blanc i negre i presenta la banda com a astronautes explorant un planeta alienígena i troben un robot al qual reactiven.

## Llista de cançons
| Regne Unit - Comercialització promocional de novembre de 2005 1. "Talk" (Edició ràdio) – 4:29 - 7" R6679 1. "Talk" (Edició ràdio) – 4:29 2. "Gravity" – 6:12 - CD CDR6679 1. "Talk" (Edició ràdio) – 4:29 2. "Sleeping Sun" – 3:09 - DVD DVDR6679 1. "Talk" (Edició ràdio) – 4:29 2. "Gravity" – 6:17 3. "Talk" (Vídeo) – 4:59 4. "Speed of Sound" (Vídeo) – 4:29 5. Behind-the-scenes footage from "Talk" video shoot – 2:00 - 12" & CD-5 0946 3 54897 2 9/C2-54897/0946 3 46924 1 0/E1-46924: The Remixes, publicat el 6 de març de 2006 1. "Talk" (Thin White Duke mix) – 8:27 2. "Talk" (François K dub) – 9:04 3. "Talk" (Junkie XL mix) – 11:45 | Països Baixos - CD1 (digipak) E2-49093, publicat el 2 de desembre de 2005 1. "Talk" (Edició ràdio) - 4:27 2. "Swallowed in the Sea" (Directe als Països Baixos) - 4:16 3. "God Put a Smile upon Your Face" (Directe als Països Baixos) - 4:22 - CD2 3490962, publicat el 9 de desembre de 2005 1. "Talk" (Versió àlbum) - 5:11 2. "Square One" (Directe als Països Baixos) - 5:13 3. "Clocks" (Directe als Països Baixos) - 7:05 - CD3 3490972, publicat el 16 de desembre de 2005 1. "Talk" (Directe als Països Baixos) - 5:20 2. "Til Kingdom Come" (Directe als Països Baixos) - 4:27 3. "Fix You" (Directe als Països Baixos) - 7:10 |

| Austràlia 1. "Talk" (Edició ràdio) - 4:29 2. "Sleeping Sun" – 3:09 3. "Gravity" – 6:12 | Canadà i Japó 1. "Talk" (Edició ràdio) - 4:29 2. "Sleeping Sun" – 3:09 |

Estats Units
- Comercialització promocional de febrer de 2006

1. "Talk" (Edició ràdio) - 4:05
2. "Talk" (Versió àlbum) - 5:12

- Remescles promocionals publicades el febrer de 2006

1. "Talk" (Junkie XL mix) – 11:45
2. "Talk" (François K dub) – 9:04
3. "Talk" (Thin White Duke mix) – 8:27

- EP publicat el 7 de febrer de 2006 per iTunes

1. "Talk" (Junkie XL mix) – 11:45
2. "Talk" (François K dub) – 9:04
3. "Talk" (Thin White Duke mix) – 8:27